# 워덤 칼리지 (옥스퍼드 대학교)

워덤 칼리지의 문장

워덤 칼리지(Wadham College)는 영국의 옥스퍼드 대학교를 구성하는 단과대학 중 한 곳이다. 브로드 스트리트와 팍스 로도가 교차하는 옥스퍼드의 중심지에 위치해있다.
워덤 칼리지는 1610년에 옛 서머싯 가문의 일원이였던 니콜러스 워덤의 아내인 도로시 워덤이 죽은 남편의 뜻을 따라 세웠다. 자코비언 건축 양식의 유명한 예시라 할 수 있는 중심 건물은 건축가 윌리엄 아놀드가 1610년에서 1613년에 걸쳐 디자인했다. 그곳에는 화려하고 넓은 홀을 지녔다. 중심 건물에 인접한 와든햄 정원은 나무들의 조화로운 조합으로 유명하고 옥스퍼드 내의 대학중에서 가장 큰 정원 중 한 곳이다.
워덤 칼리지의 가장 유명한 동문생으로는 크리스토퍼 렌 경이 있다. 렌은 1650년대의 가장 뛰어난 실험 과학자들의 모임인 옥스퍼드 철학 클럽의 일원이였고, 이 클럽에는 로버트 보일, 로버트 후크 등이 있었다. 이 모임은 지도장(guidance of the warden)인 존 윌킨스의 아래 워덤 칼리지에서 정기적인 모임을 가졌고, 이 모임의 핵심 멤버들은 왕립학회를 세우게 된다.
워덤은 학생들의 다양함과 화기애애한 분위기를 중시하게 여기는걸 목표로 하는 자유롭고 진보적인 성향의 대학이다 옥스퍼드 대학교 내에서 처음으로 1974년에 여성들의 입학을 허용하기도 하였다. 또한 동성애자들의 인권과 여성들의 평등권을 주장하고 있다. 2011년에는 옥스퍼드 단과대 중 처음으로 성적 자유와 개성을 기념하는 행사인 퀴어 축제에 일환으로 무지개 깃발을 걸기도 하였다.
워덤은 옥스퍼드 대학교내에서 가장 큰 단과대 중 한 곳이며, 대략적으로 학부생 425명, 대학원생 160명, 연구원 65명 정도이다.
2012년, 이곳의 학교 기부금이 6510만 파운드에 도달했고, 2013/2014 기간에는 옥스퍼드 대학교의 단과대의 재학생들이 매년 통계를 내는 노링턴 테이블에서 5위를 기록했다.

## 역사

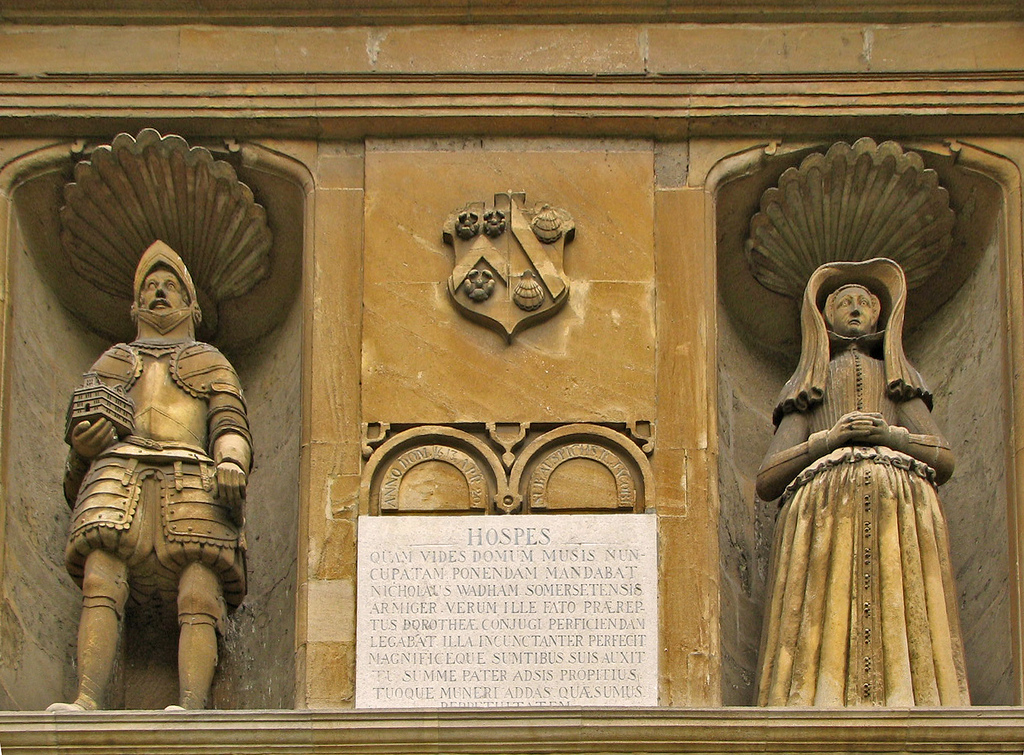
홀의 정문 위에 있는 설립자들의 조각상

워덤 칼리지는 1610년에, 옛 서머싯 가문의 일원이였던 니콜러스 워덤의 아내인 도로시 워덤이 죽은 남편의 뜻을 따라 세웠다. 5년뒤, 그녀는 신설 학교에 대해 왕실과 교회의 지원을 받았고, 부지 구입을 성사시켰고, 건축가 윌리엄 아놀드를 고용하여, 학교내의 조각들의 제작을 맡겼고, 첫 대학장과 연구원, 학자, 요리사들을 임명했다. 그녀는 옥스퍼드를 단 한번도 방문한적이 없음에도, 신설 학교를 관리하는데 심의를 기울였고 1618년에 그녀가 사망할때까지 재정 지원을 하였다.
존 윌킨스의 대학장 기간(1648-1659)은 학교 역사에 있어서 중요한 시기였다. 윌킨스는 런던에서 몇년간 자연과학 문제를 논의하던 모임의 회원이기도 하였다. 그 모임의 다수는 옥스퍼드로 옮겨왔고 워덤에 있는 워덤 숙소에서 정기적인 모임을 가졌다. 이중에는 로버트 보일, 로버트 후크, 존 로크, 윌리엄 페티, 존 월리스, 토머스 윌리스 등이 있었다.